# National-Zeitung
National-Zeitung est un magazine allemand d'extrême droite, fondé en 1950 par Gerhard Frey.

## Collaborateurs
- Bernd Dröse
- Sven Eggers
- Wilhelm Hillek
- Rita Hoffmann
- Eric Janus
- Theodor Maunz[1]
- Gerard Menuhin
- Reinhard Pozorny
- Gustav Sichelschmidt
- Robert Scholz
- Hans-Otto Weidenbach